# سیارک ۱۱۲۴۲
سیارک ۱۱۲۴۲ (به انگلیسی: 11242 Franspost، نامگذاری:2144T-1) یازده هزار و دویست و چهل و دومین سیارک کشف شده‌است که در ۲۵ مارس ۱۹۷۱ کشف شد.
قدر مطلق سیارک برابر ۱۰.۲ است.